# جويو (آن)
جويو (بالفرنسية: Joyeux)‏ هي بلدية فرنسية تقع في إقليم الآن في فرنسا. رمز إنسي لها هو:1198. أما الرمز البريدي لها فهو: 1800.